# Saheena

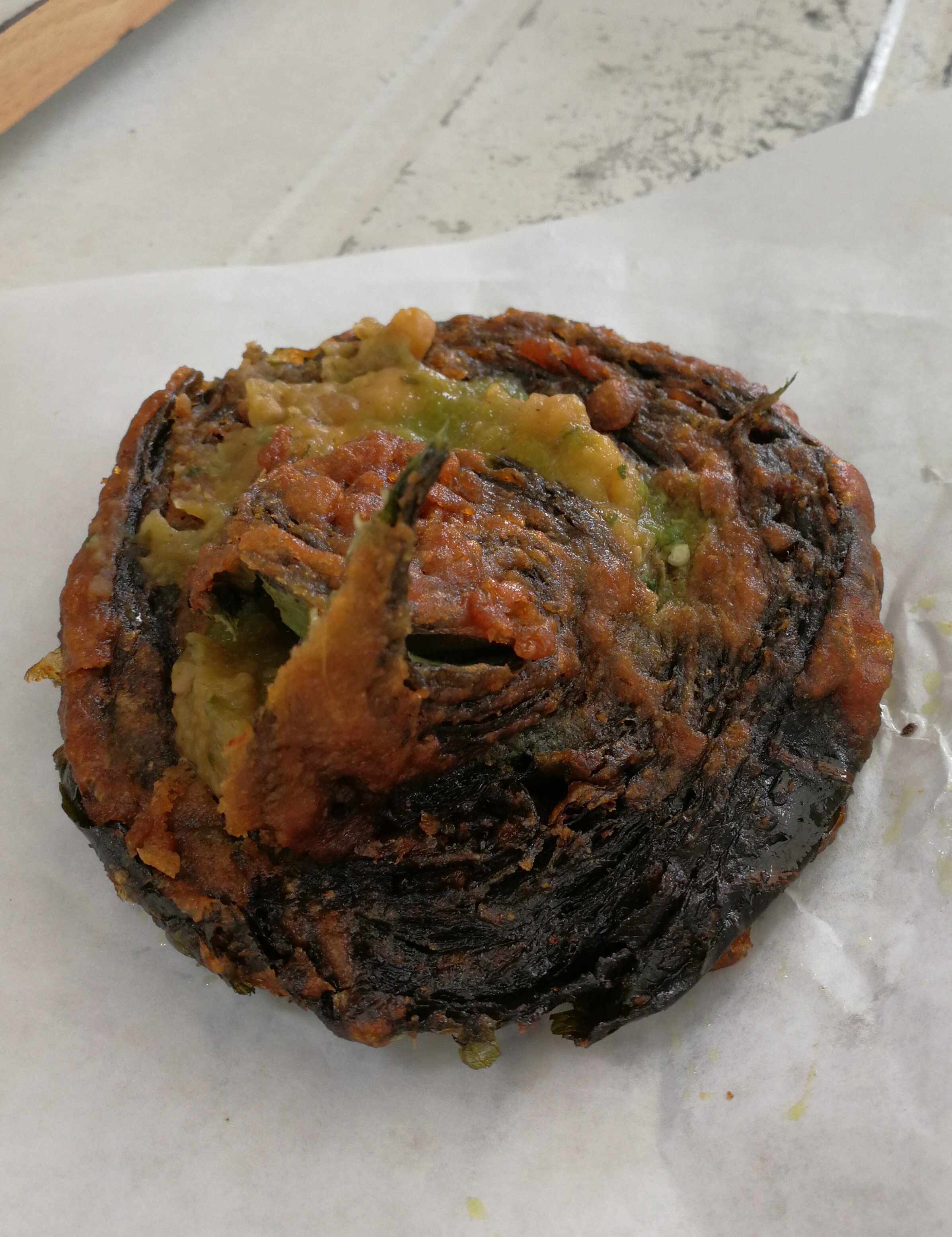
Saheena, Typ roll up

Saheena (auch Sahiena oder Sahina) (Ausspracheⓘ) sind ein Imbissgericht der trinidadischen Küche.

## Geschichte und Etymologie
Das Gericht geht auf indischstämmige Kontraktarbeiter zurück. Bedingt durch das Ende der Sklaverei 1840 wurde für die die damalige Wirtschaft dominierenden Plantagen möglichst billiger Ersatz für die Sklaven gesucht und in Vertragsarbeitern aus Britisch-Indien gefunden. Ab 1840 wurden Arbeiter in großer Zahl angeworben, die auf mindestens fünf Jahre verpflichtet wurden und dafür fünf Acre Land versprochen bekamen. Bis zum Ersten Weltkrieg immigrierten so 145.000 vorwiegend ostindische Arbeiter nach Trinidad, die ihre gewohnten Rezepte an das Zutatenangebot ihrer neuen Heimat adaptierten. Gemäß dem Dictionary of the English/Creole of Trinidad & Tobago stammt das Wort saheena aus der Bihari-Sprachgruppe und bedeutet „köstlich“ oder „herzhaft“. Das Wort ist ein Kollektivum und wird im Singular wie im Plural verwendet.
Saheena sind ein Alltagssnack, der sowohl zu Hause als auch in der Imbissgastronomie gegessen, aber auch als Beilage bei festlichen Anlässen wie dem Divali-Fest oder dem Fest des Fastenbrechens serviert wird. Mobile Frühstücksstände, die die in ganz Trinidad beliebten Doubles verkaufen, haben oft auch Saheena im Angebot. Während viele Gerichte der indotrinidadischen Küche wegen der gemeinsamen Migrationshistorie auch auf anderen Karibikinseln sowie in Guyana gängig sind, beschränkt sich die Verbreitung von Saheena auf Trinidad.

## Zubereitung
Es gibt für Saheena zwei gängige Zubereitungsarten, eine eher aufwändige (roll up) und eine eher einfache (cut up). Beide beruhen auf den gleichen Zutaten, da der Anteil der Hauptzutat und die Herstellungsweise jedoch unterschiedlich sind, unterscheiden sich die beiden Varianten in Geschmack und Textur. Für beide Varianten wird aus gemahlenen Kichererbsen oder Kichererbsenmehl, Mehl, Knoblauch, Zwiebeln, Gewürzen und Wasser ein cremiger Teig hergestellt. Das gängigste Gewürz für den Teig ist Kurkuma; auch Kreuzkümmel und Pfeffer werden verwendet. Zur Abrundung des Geschmacks kann dem Teig Green Seasoning beigegeben werden.
Für die aufwändigere Variante (roll up) werden Dasheenblätter und Teig geschichtet, der Teig wird dabei auf die jeweilige Oberseite des aktuellen Dasheenblattes aufgestrichen. Die gestapelten Blätter werden wie Rouladen zusammengerollt und fixiert und dann gedämpft, alternativ werden sie in einem wasserdichten Beutel gekocht. Die Rollen werden anschließend in Scheiben geschnitten; diese werden dann in gewürztem Mehl oder weiterem Teig gewendet und ausgebacken. Der Teig zum Aufstreichen muss etwas weniger zäh sein als der Teig zum Frittieren. Die aufwändige Variante wird primär für formelle Feiern zubereitet.
Für die einfache Variante (cut up) werden die Dasheenblätter kleingeschnitten, mit dem Teig vermengt und als mit der Hand geformte, knapp handtellergroße Küchlein wie Reibekuchen in Öl oder Fett ausgebacken. Die einfache Variante ist die Variante, die primär in der Imbissgastronomie anzutreffen ist. Eine stark vereinfachte Zubereitungsvariante ist das portionsweise Frittieren einer Mischung aus kleingeschnittenen Dasheenblättern, Wasser und industriell vorgefertigtem Pholourie-Teig.
Serviert werden Saheena mit Kuchela, einem Chutney oder einer anderen Würzsauce. Chutneys sind in der indotrinidadischen Küche allgegenwärtig, die gängigsten Geschmacksrichtungen sind Mango und Tamarinde. Chilisaucen werden oft in Kombination mit den anderen Würzsaucen benutzt. Eine übliche Verzehrmethode für die einfache Saheena-Variante ist es, die Fladen aufzuschneiden und die Innenseiten vor dem Verzehr mit Würzsauce zu bestreichen. Dasheenblätter sind in Trinidad eher auf Märkten als in Supermärkten und damit zu etwas eingeschränkteren Uhrzeiten erhältlich. Sind keine Dasheenblätter vorhanden, wird als Ersatz für die einfache Variante oft auf Spinat zurückgegriffen, der ähnlich schmeckt, gelegentlich auch auf Blattkohl. Dasheenblätter verursachen bei der manuellen Behandlung ein Jucken an den Händen; um dies zu verhindern, reibt man die Hände mit ein wenig Limettensaft ein oder benetzt die Dasheenblätter mit etwas Limettensaft.
Eine Weiterverwendung des Gerichts kann in Form von „Saheena Talkari“ geschehen: Die Scheiben der eingerollten Saheena-Variante werden in einer Curry-Sauce gekocht und mit der Sauce serviert.